# Guillou på jakt
Guillou på jakt är en svensk TV-serie som sänts i TV 4 under två säsonger 1999-2000 och 2012.
Serien handlar om hur författaren och journalisten Jan Guillou jagar djur runt om i världen, med kulturella och historiska inslag. Den första säsongen spelades in 1998-99 och bestod av fyra program. Resorna går till norra Kanada, Kazakhstan och svenska Sameland, och det fjärde programmet ägnas åt jaktens historia. Den andra säsongen åker han till Afrika för att jaga afrikansk elefant, afrikansk buffel och antiloper, och hamnar även i en jakt på tjuvjägare.

## Avsnitt

### Säsong 1
1. Kanada - Nunavut, 16 december 1999[1]
2. Sapmi - I samernas land, 30 december 1999[3]
3. Kazakstan, 6 januari 2000[4]
4. Människan som jägare - jaktens historia, 13 januari 2000[5]

### Säsong 2
1. Tanzania, 2 januari 2012
2. Sydafrika, 9 januari 2012